# Фиркинс, Кристин
Кристина Фиркинс (англ. Christine Firkins, род. 6 июля 1983) — канадская актриса, известная по роли в фильме «Скорость 2: Контроль над круизом».

## Биография
Кристина Фиркинс родилась в Канаде, она глухая, училась в Университете штата Калифорнии в Нортридже, снялась в фильме «Скорость 2: Контроль над круизом» (1997) в роли глухой девочки Дрю. Она также появлялась в двух эпизодах телесериала «Секретные материалы».

## Фильмография
| Год  |   | Русское название                 | Оригинальное название   | Роль        |
| ---- | - | -------------------------------- | ----------------------- | ----------- |
| 1997 | ф | Скорость 2: Контроль над круизом | Speed-2: Cruise Control | Дрю         |
| 2000 | с | Секретные материалы              | The X-Files             | Теа Спрешер |